# Lugdunum Convenarum
Lugdunum Convenarum, literalmente «cerro del dios Lug de los Cónvenos» es el nombre que se suele dar hoy en día a una importante antigua ciudad urbana aquitano-romana del suroeste de la Galia romana, correspondiente al actual pueblo de Saint-Bertrand-de-Comminges.

## Historia
En el 72 a. C., Pompeyo regresa de España para ayudar a Metelo a luchar contra otro viejo general romano, Sertorio, traidor que quería arrebatarle la independencia. Sertorio es asesinado por uno de sus lugartenientes, M. Perperna (o Perpenna) Ventón. Para arreglar sus tropas que se habían vuelto inútiles, Pompeyo habría fundado en Lugdunum Convenarum, (Saint-Bertrand-de-Comminges) un fuerte sobre este oppidum natural. La ciudad se convertiría en un foco de romanización de toda esta comarca (Montmaurin, Valcabrère, Valentine, Termas de Luchón y el Valle de Arán...) y ayudaría a asentar allí las poblaciones aquitano-romana.
El centro de la ciudad romana de Lugdunum se fijó en un cruce de caminos donde se celebraba un importante mercado. El monumento con recinto circular fue construido en la primera década del siglo I d. C. sobre este primitivo cruce. La ciudad misma se menciona en varios itinerarios antiguos como el itinerario de Antonino y la tabla de Peutinger.
En torno a este centro simbólico se construyó, en el espacio de dos generaciones, una ciudad dotada de sus principales monumentos públicos: templo al culto del emperador, baños públicos (baños del foro y baños del norte), mercado (macellum), teatro; luego en los siglos siguientes y hacia la periferia: anfiteatro, campamento militar, puerto a orillas del Garona, etc.
El emperador romano Calígula cuando depuso al etnarca Herodes Antipas lo exilió, junto con su esposa Herodías, en Lugdunum Convenarum en el 39 d. C.
Según la tradición, en su mayor extensión, la ciudad abarcaba toda la zona del valle y era más grande que la Lutecia coetánea. Un dicho latino indicaba «que un gato podría haber ido de techo en techo de Lugdunum a Valentine», o 12 km. Esta localidad contaba con 10 000 habitantes en la época en que, según Pomponio Mela, Toulouse, la principal ciudad de la región, tenía 20.000.
En el siglo V, a pesar de la construcción de la muralla que fortificaba la ciudad alta, la vida persistió en la llanura en torno a nuevos núcleos como la basílica cristiana. Pero muchos edificios fueron saqueados por aprovechamiento de sus piedras y su decoración de mármol, reutilizados en otros lugares (como para la basílica de Saint-Just de Valcabrère) o transformados en cal. Además, hay que imaginar la permanencia de una ocupación humana que recobró un nuevo esplendor a finales del siglo XII durante la construcción de la catedral fundada por San Beltrán: la ciudad se convierte entonces en Saint-Bertrand-de-Comminges.

## Toponimia
Lug es un dios celta, cuyo nombre parece relacionado con la palabra latina lux, "luz". El sufijo -dunum es un elemento celta que significa "colina", presente en muchos topónimos en Francia (augustodunum, "colina de Augusto": Autun, por ejemplo).
Por lo tanto, la ciudad es conocida desde el siglo I, entre los geógrafos griegos, Estrabón, luego Ptolomeo, como Λουγδουνον, la ciudad de los Κονουενοι, (los Cónvenos). Dado que se dice que Herodes Antipas estuvo allí exiliado, el nombre de la ciudad se cita solo en las crónicas del historiador Flavio Josefo que, por otro lado, nunca cita los Conveni. Es lo mismo, en el siglo III, en el Itinerario de Antonino (Itinerarium Provinciarum Antonini Augusti).
En el siglo IV, San Jerónimo ya no usa el nombre de Lugdunum, sino que habla de la ciudad de Convenae, donde los Conveni se reunían, in unum oppidum congregavit, y de donde tomaban su nombre, unde et nomen Convenarum accepit. A partir de esta fecha y durante toda la Edad Media, es el nombre de Convenae el que utilizan Sidonio Apolinar y Gregorio de Tours.
Los Cónvenos, o "pueblos reunidos", con-venit en latín, sería, en efecto, el nombre dado a las poblaciones que se habrían encontrado en esta parte del piedemonte pirenaico, que corresponde aproximadamente a la meseta de Lannemezan. De hecho, este nombre se da sobre todo en oposición a los volcas tectósages de Toulouse, los auscos de Auch y otros celtíberos.
El nombre Convenae, y sus diversas variantes, que aparecen en particular en los escritos de sus obispos, evolucionaron primero en Commenae, luego en Comminges.
La asociación del nombre antiguo Lugdunum y el de Convenae medieval sería una creación más moderna, destinada sobre todo a diferenciarlo de Lugdunum-Lyon, del siglo XIX. Una traducción epigráfica cercana de 1866 habría acreditado especialmente esta construcción.

## Excavaciones arqueológicas
La ciudad aquitano-romana se revela a partir de 1913 gracias a las primeras investigaciones arqueológicas. Durante más de medio siglo, las campañas de excavación sacaron a la luz un templo, un foro, un trofeo, un mercado, unas termas romanas, viviendas particulares y una iglesia de planta basilical que permitieron reconstruir paulatinamente la historia del lugar, desde los orígenes. hasta finales del siglo VI.
Suspendida en 1970, la investigación arqueológica se reanudó intensamente a partir de 1985.
Desde 2015, el sitio acoge una escuela arqueológica de la Universidad de Lille 3, bajo la dirección de William Van Andringa, gracias al programa "Mourir à Lugdunum/Saint-Bertrand-de-Comminges". Este programa de estudios se centra en el estudio de los conjuntos funerarios establecidos en la periferia urbana de Lugdunum. Se investiga tanto sobre las prácticas funerarias (métodos de enterramiento, objetos rituales, arquitectura, rituales y gestos), como sobre la evolución de la organización espacial de las necrópolis de la ciudad a lo largo de su desarrollo urbano. Las excavaciones de 2016 se centraron en el lugar denominado "Herranne”, donde ya se había descubierto un mausoleo romano en el siglo XIX. En torno a este mausoleo se ha excavado una gran explanada funeraria, anexa a un establecimiento agrícola.

## El trofeo de Augusto
El sitio arqueológico de Saint-Bertrand-de-Comminges es conocido especialmente por el trofeo de Augusto descubierto en 1926. Estaba compuesto por esculturas de mármol de forma redonda que representaban trofeos de armas, alegorías y cautivos. Este trofeo constaba de tres grupos: un trofeo naval y dos trofeos terrestres. Fue creado a finales del siglo I a. C., después de las victorias de Augusto en el sur de la Galia y Hispania. Solo se han descubierto 134 fragmentos pero este trofeo se mantiene entre los más completos conocidos hasta la fecha.

## Principales elementos monumentales
- El monumento con recinto circular guardaba la memoria del cruce de caminos original en el centro de la ciudad. Incluye una base cuadrada, en el centro, que debió soportar un gran monumento (probablemente una columna en su base), y un muro bajo que delimita un área circular abierta al este. Este monumento fue construido a principios de nuestra era.
- Las termas del foro fueron construidas durante el reinado de Augusto y reformadas en la segunda mitad del siglo I d. C. Los baños termales del norte se construyeron a mediados del siglo I d. C. Además de las salas tradicionales de las termas romanas (caldarium, tepidarium, frigidarium, sudatorium), este establecimiento contaba con una piscina (natatio), una palestra y tiendas. Todavía se puede ver parte del sistema de calentamiento del hipocausto del caldarium.
- El macellum (mercado) fue construido a principios de nuestra era en el borde del foro. Incendiado y reconstruido en el siglo II d. C., fue arrasada en el siglo IV d. C. y cubierta por un edificio no identificado. Con 55 metros de largo y 26 metros de ancho, el macellum de Lugdunum es el mercado más grande que se conoce hoy en día en las provincias occidentales del Imperio romano.
- Situado en el corazón de la ciudad, cerca del cruce de caminos original, el foro o plaza central ha permanecido como un gran espacio vacío a lo largo de la historia de Lugdunum . Al final II segundo siglo se construyó un pequeño templo (quizás dedicado a Hércules), adosado al gran muro sur. Se construyó un pórtico al este y al oeste en el siglo IV.
- El templo central de la ciudad, construido a principios de nuestra era, es similar a un santuario de la religión imperial oficial. Del monumento sólo quedan los cimientos del templo, rodeados por un patio y un pórtico (una parte está enterrada bajo el D 26 y la escuela). En el centro del patio, frente al templo, se levantaba un enorme cuadrado, altar o base de un grupo de estatuas.
- El teatro, construido en la ladera de un cerro a principios de nuestra era, fue ampliado durante el siglo I. Tenía capacidad para 5.000 espectadores. El edificio fue saqueado en la Edad Media y algunas de sus decoraciones de mármol se reutilizaron en la construcción de la basílica de Saint-Just en Valcabrère. La parte este del teatro es la mejor conservada con un gran arco de mampostería.
- Las murallas de la ciudad alta se construyeron a principios del siglo V: 875 metros de largo, encerraban un área de 4 hectáreas. El núcleo antiguo de la mampostería todavía se destaca muy claramente hoy.
- La basílica paleocristiana, con la catedral Sainte-Marie y la basílica Saint-Just de Valcabrère es el tercer edificio de culto cristiano conocido en Lugdunum de la Antigüedad. Fue construido en el siglo V y tenía una nave de 20 metros  de largo con un ábside plano. Las inhumaciones nunca cesaron en el sitio, donde la capilla románica de Saint-Julien y su cementerio sucedieron directamente a la antigua basílica.

## Galería de imágenes

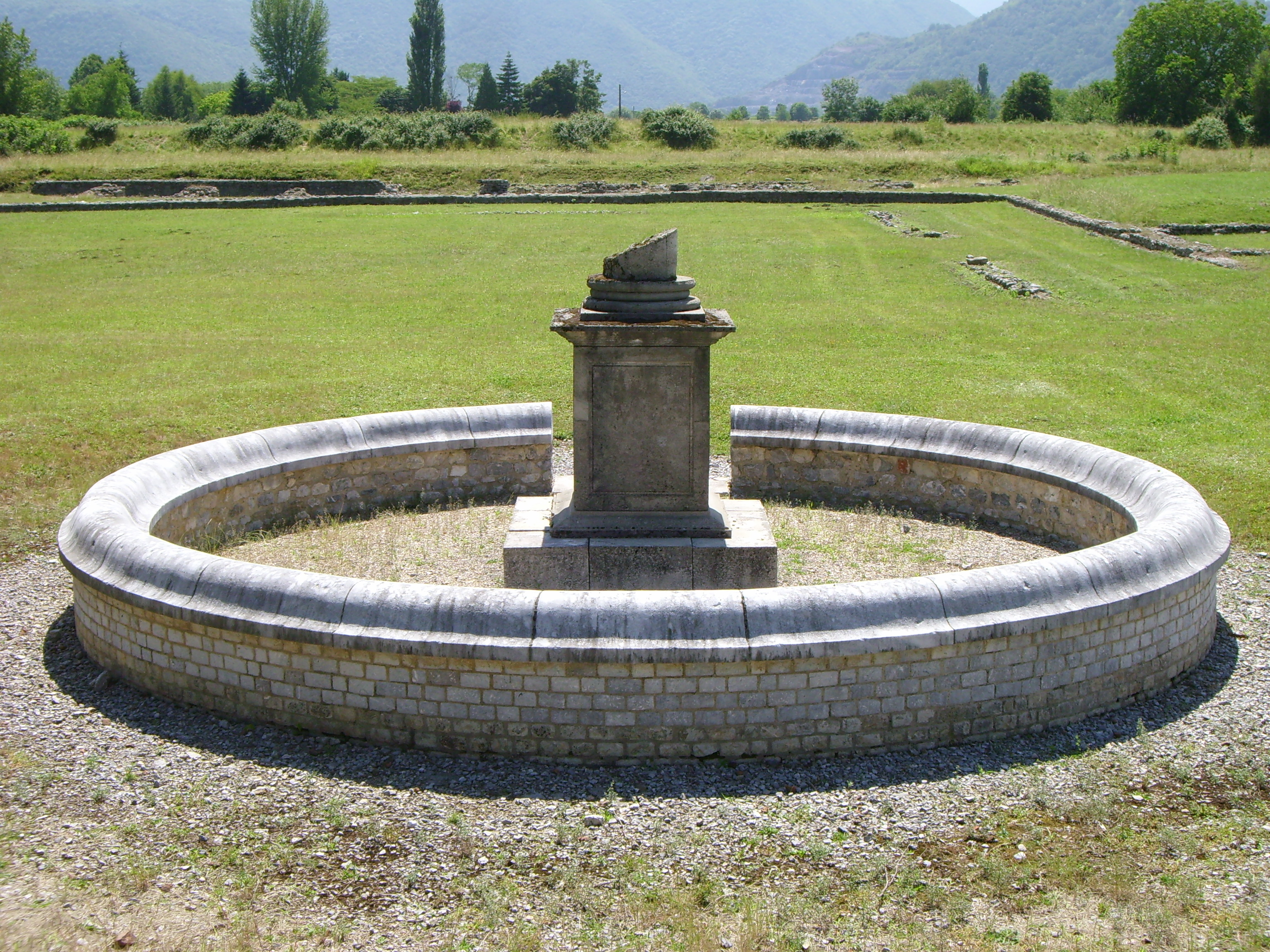
El monumento con recinto circular.
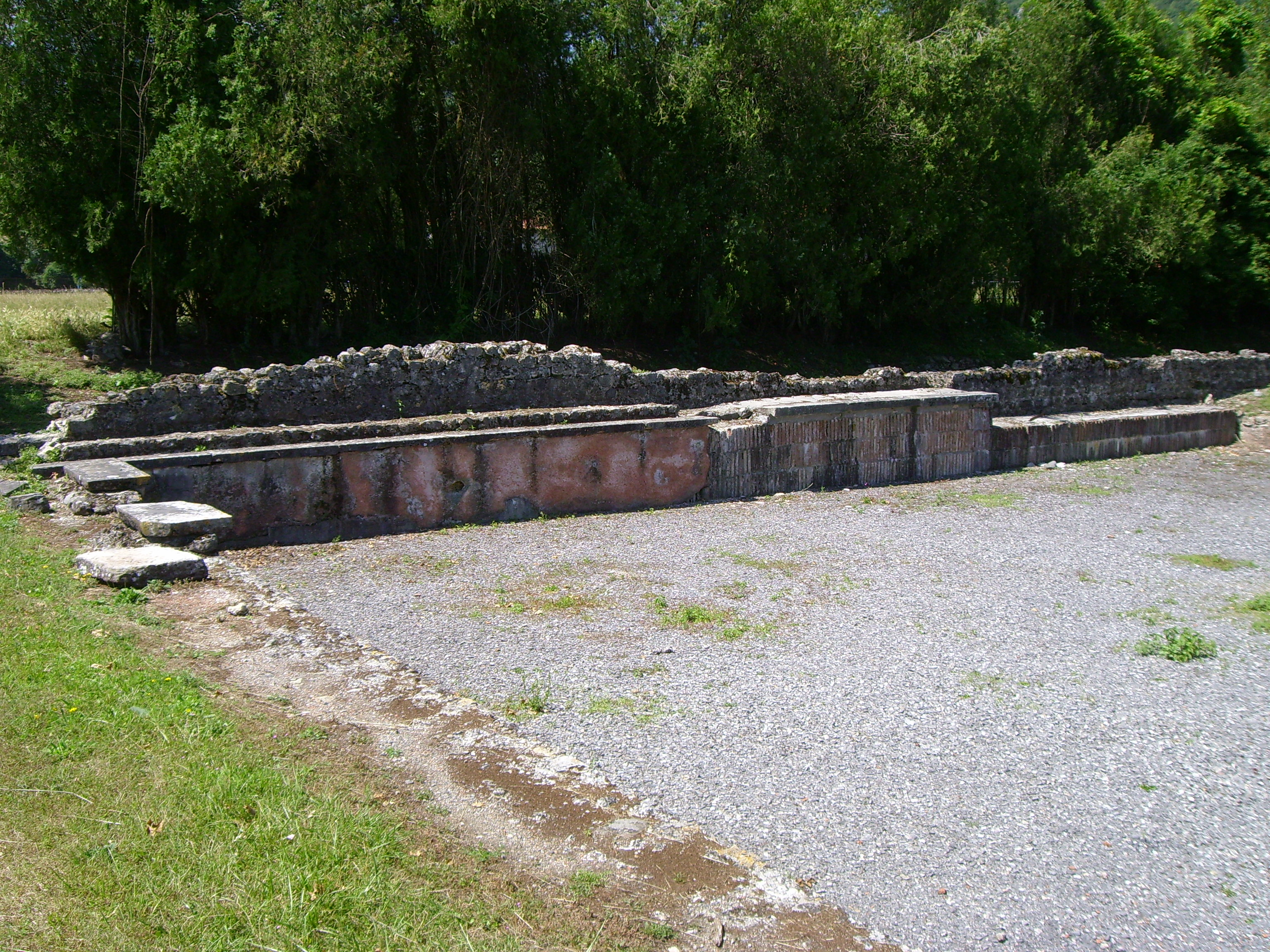
La piscina de las termas del norte.
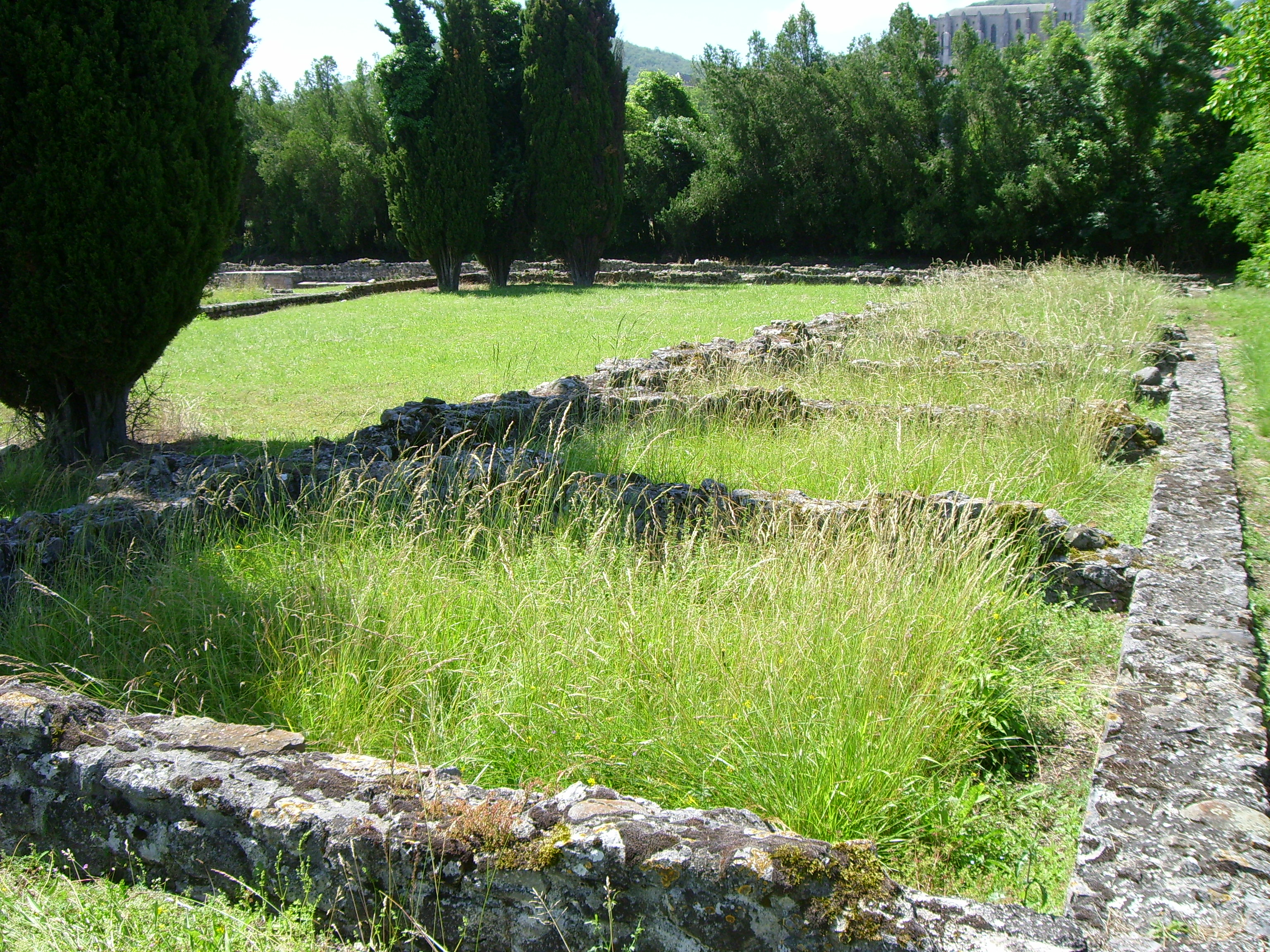
Las tiendas de las termas del norte, abiertas a la palestra.
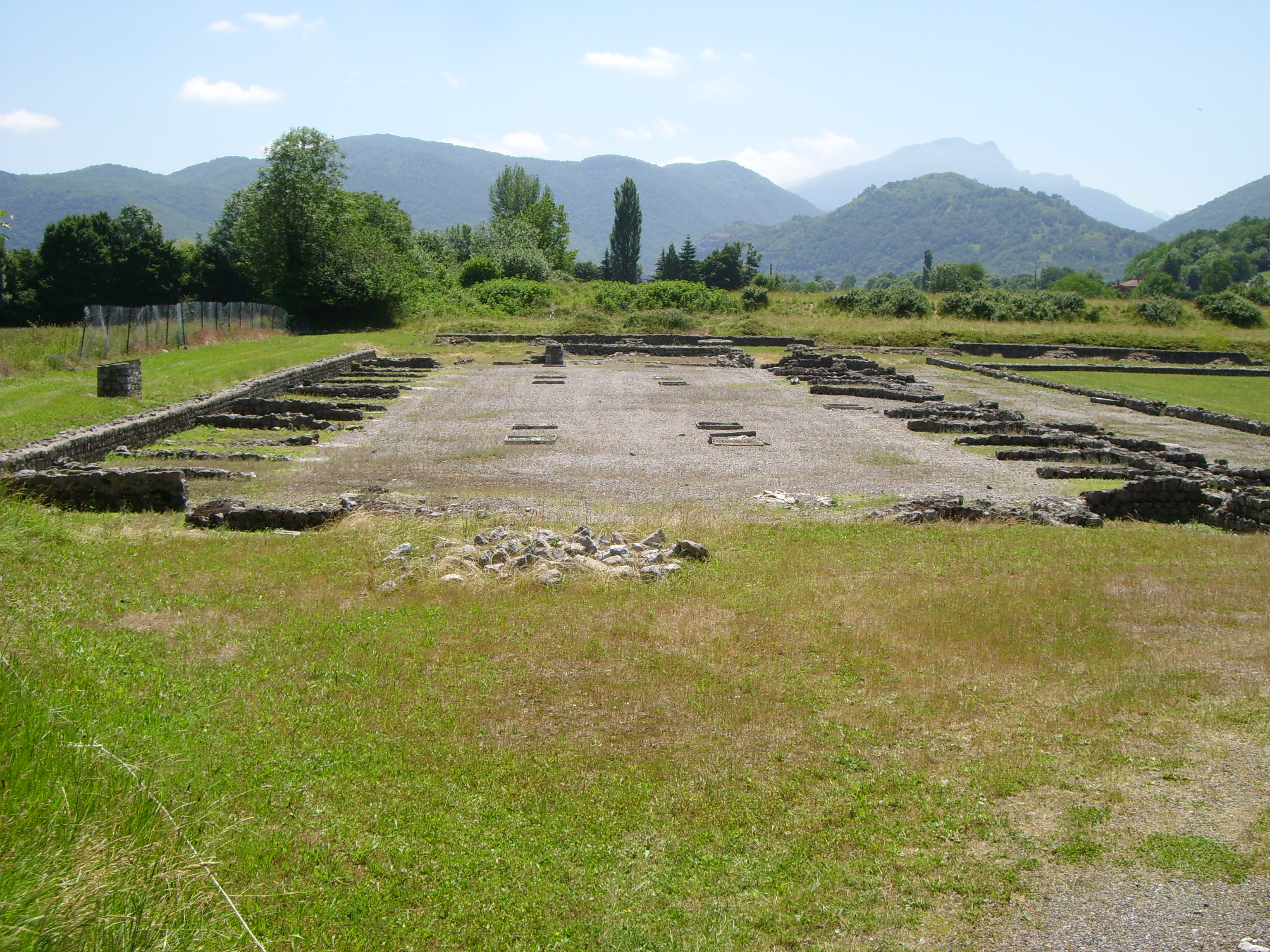
El mercado (macellum).
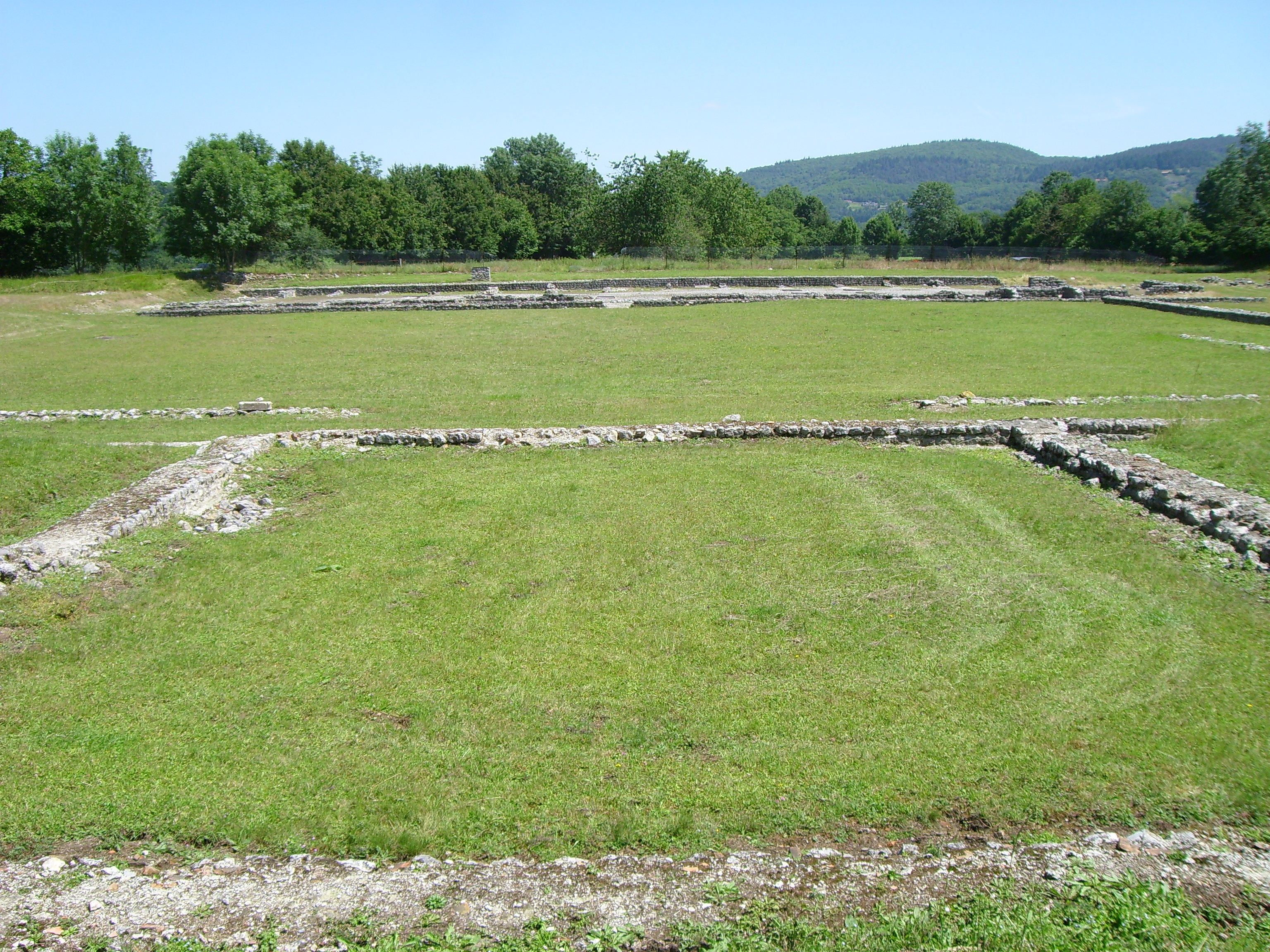
El templo de Hércules (primer plano), el foro y el mercado (al fondo).
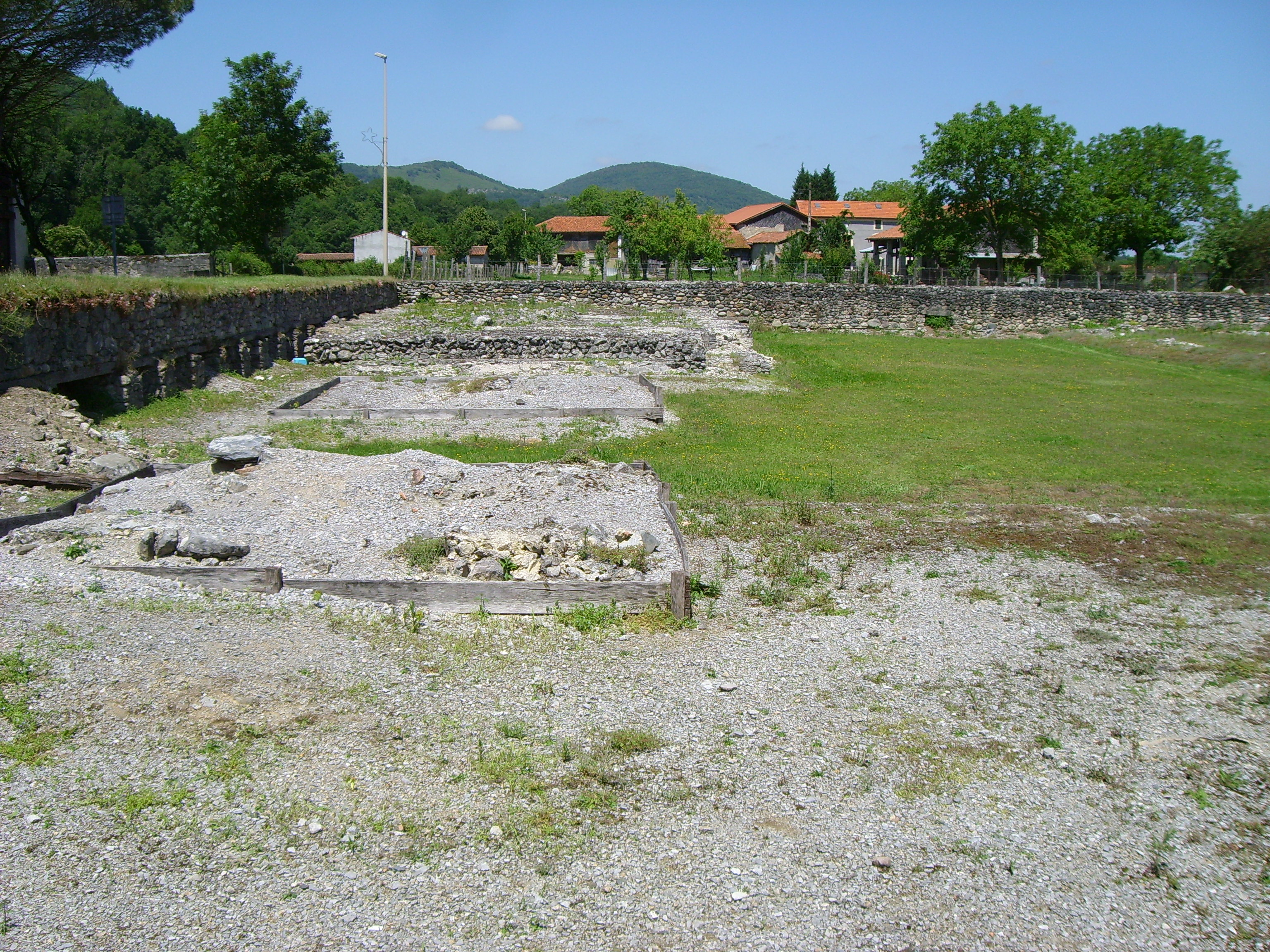
El templo dedicado a la adoración del emperador.
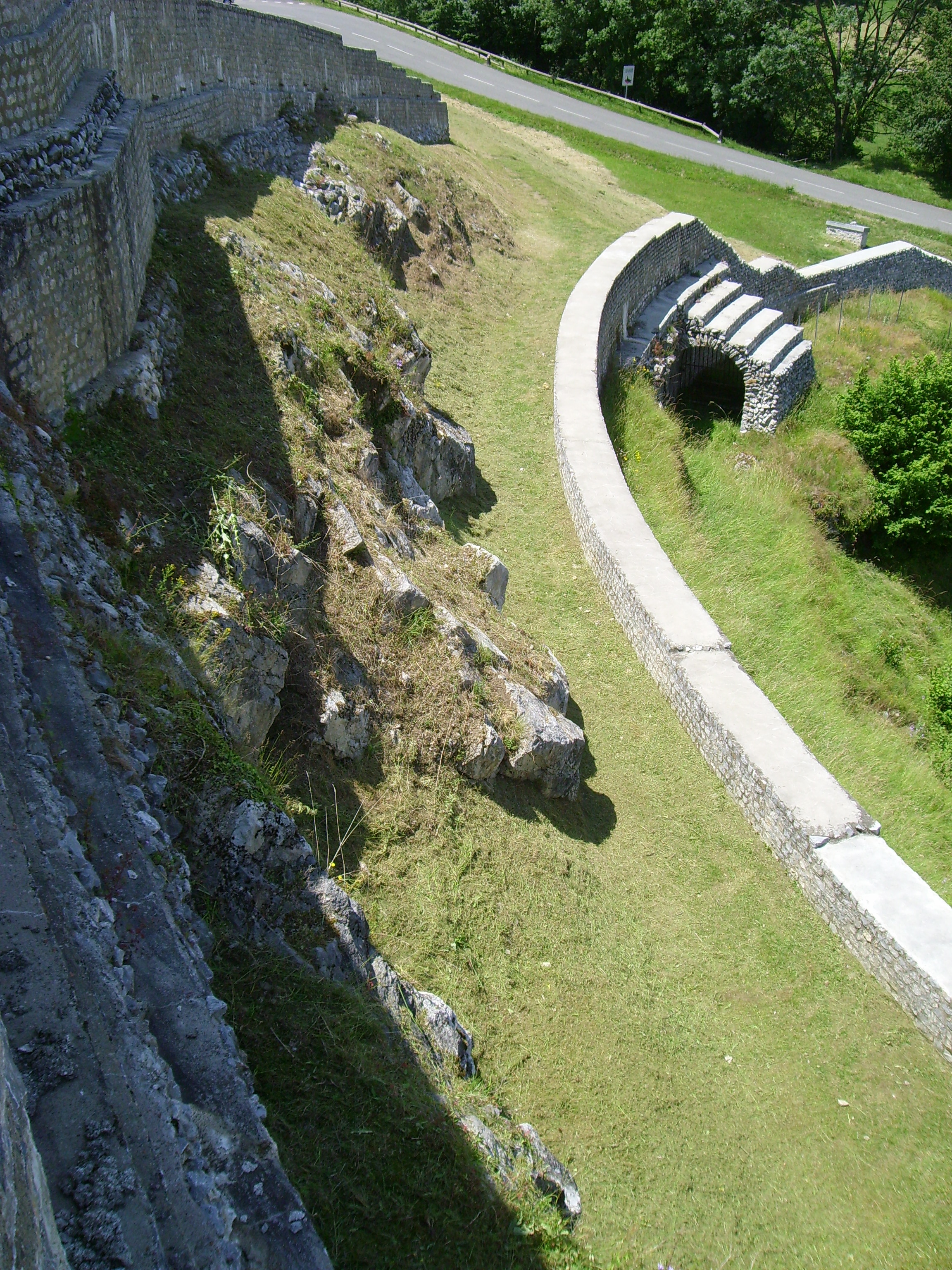
El teatro.
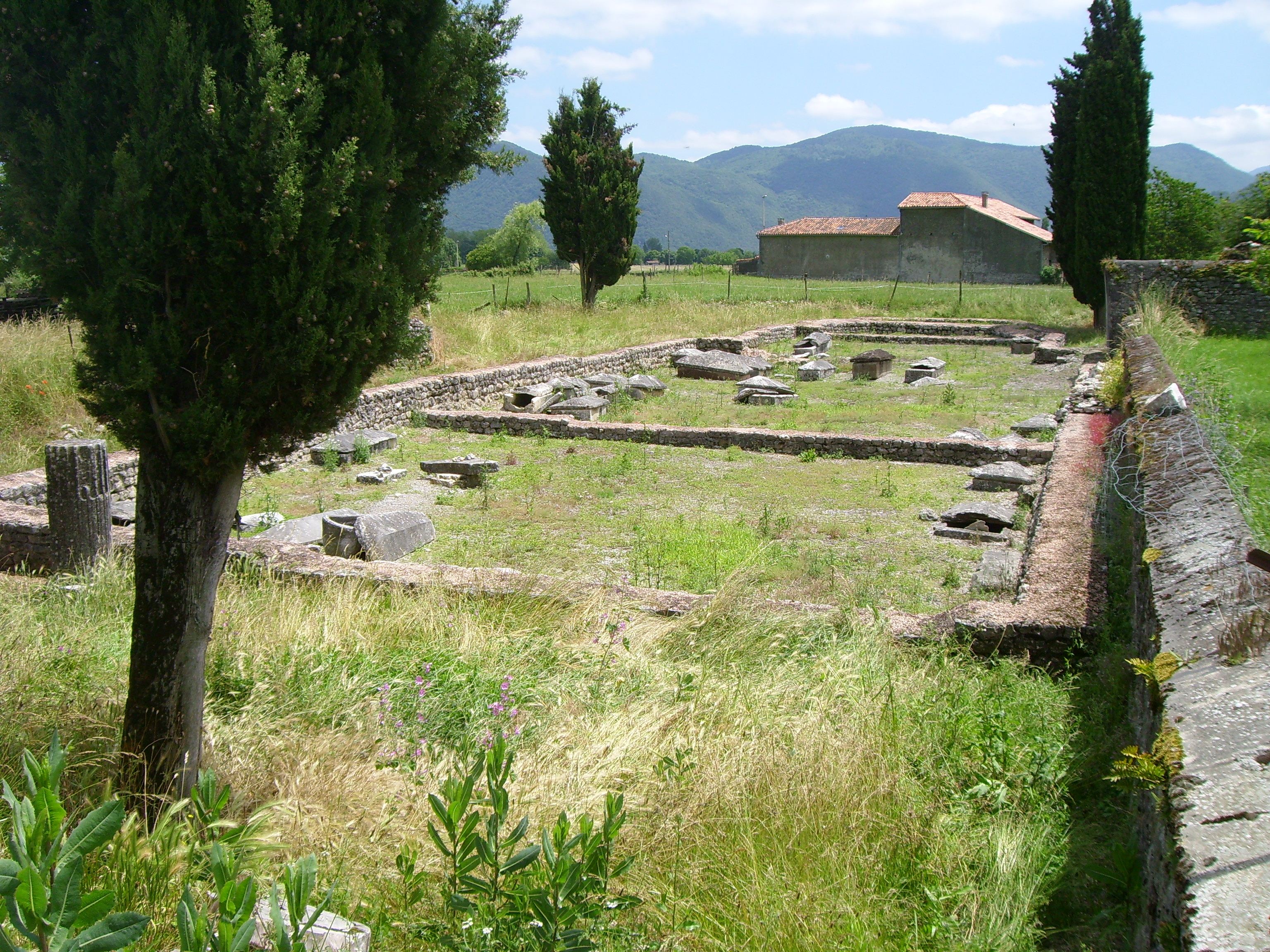
La basílica cristiana.
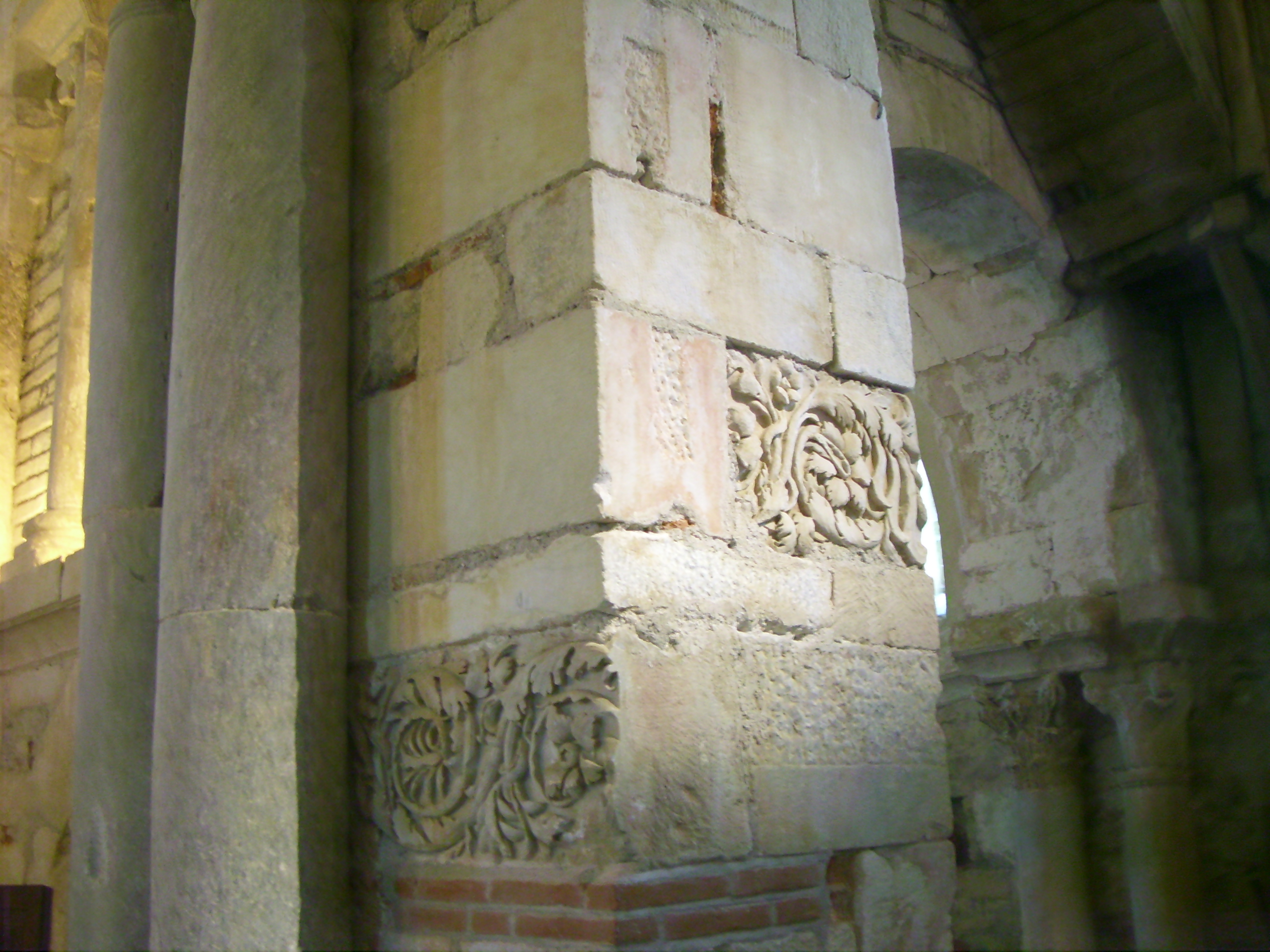
Dos frisos romanos reutilizados en la basílica de Saint-Just en Valcabrère.
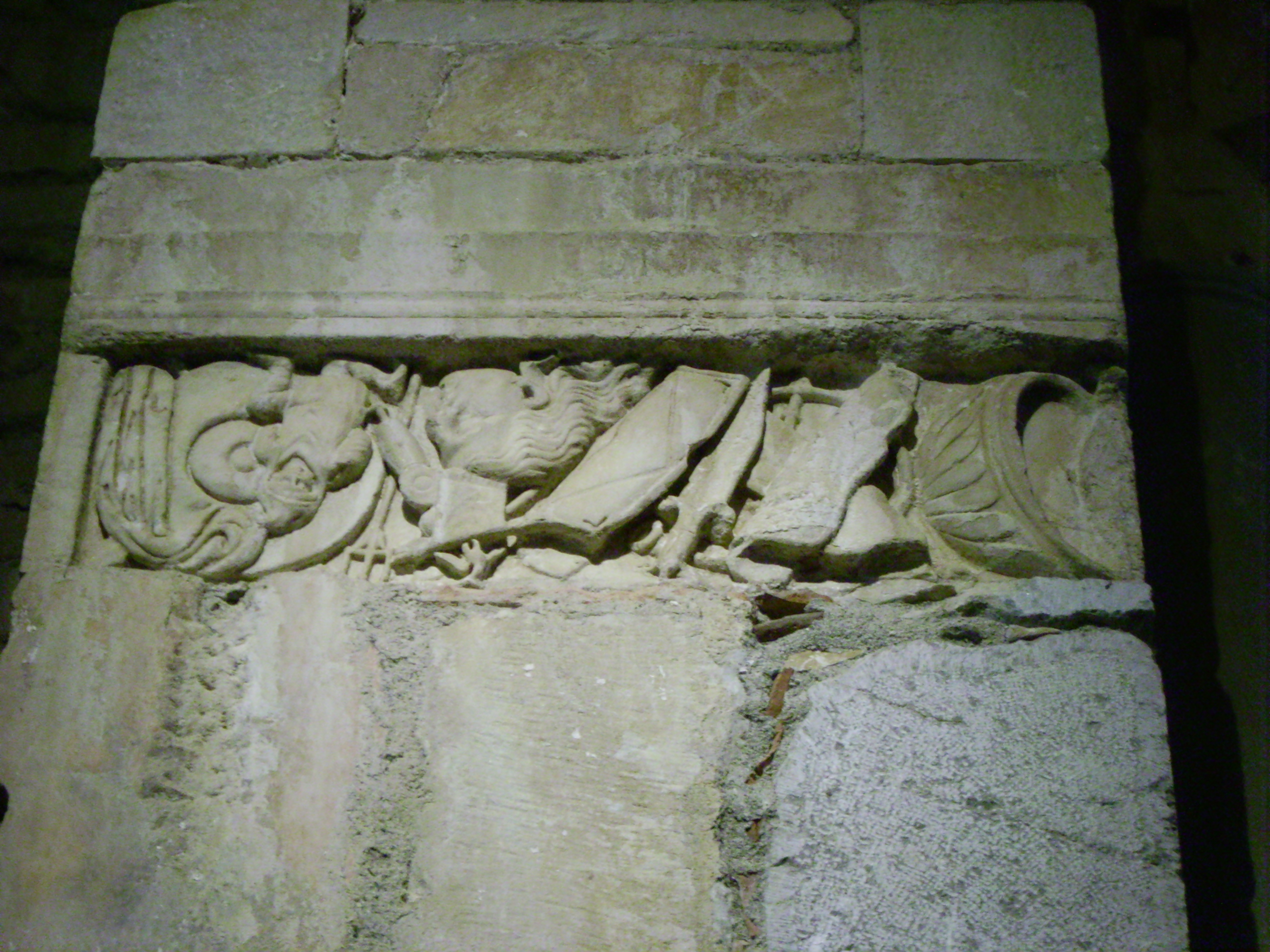
Friso de armas y escudos reutilizados en la basílica de Saint-Just de Valcabrère.
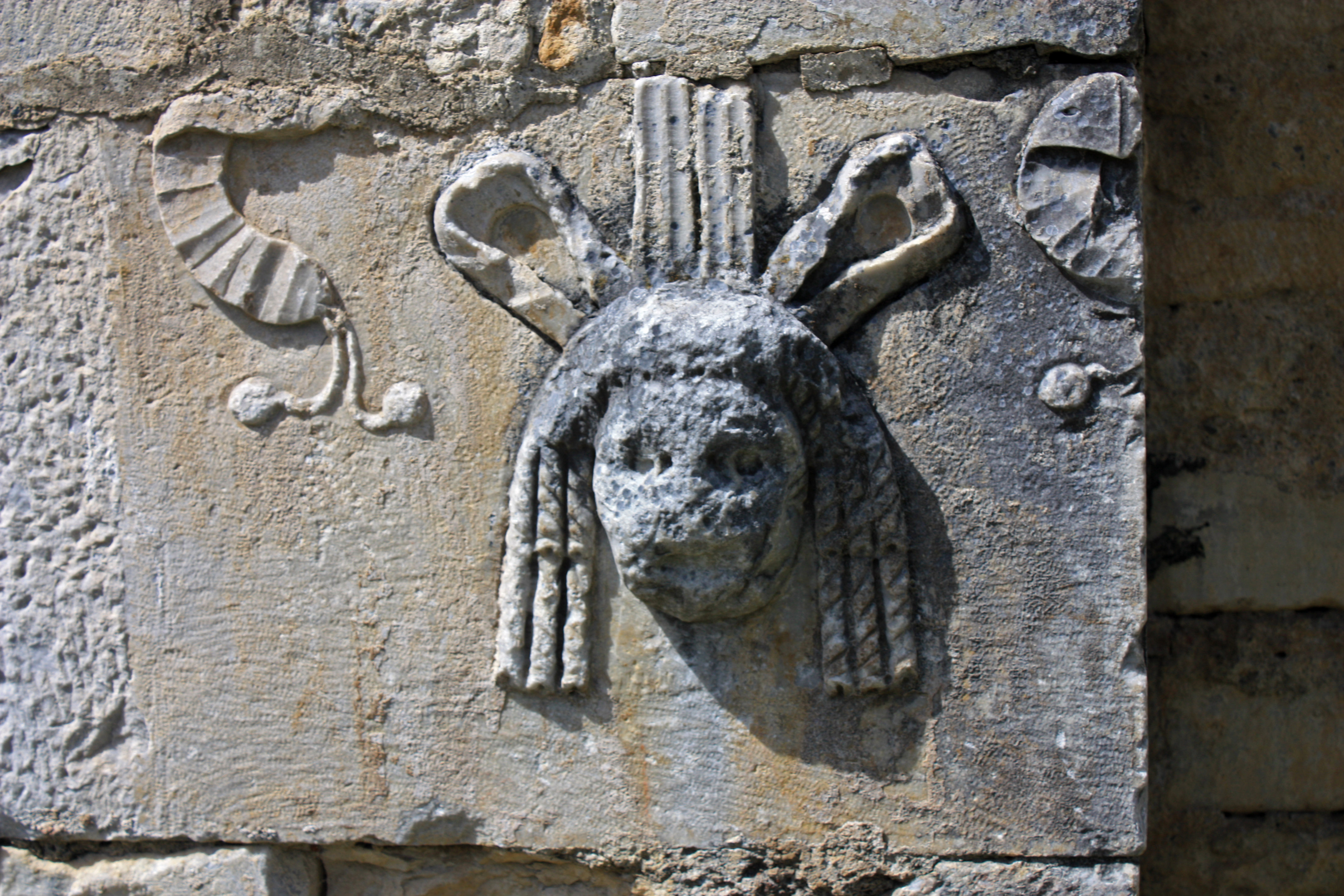
Máscara de teatro reutilizada en el exterior de la basílica de Saint-Just en Valcabrère.